# جفتحصار (جرجر)
جفتحصار (بالكردية: Merdîs‏) (بالتركية: Çifthisar)‏ هي قرية كرديّة تتبع إداريّاً لمديرية جرجر في محافظة أديامان التركية، بلغ عدد سكانها 123 نسمة في عام 2021.